# プロヴァンス太鼓

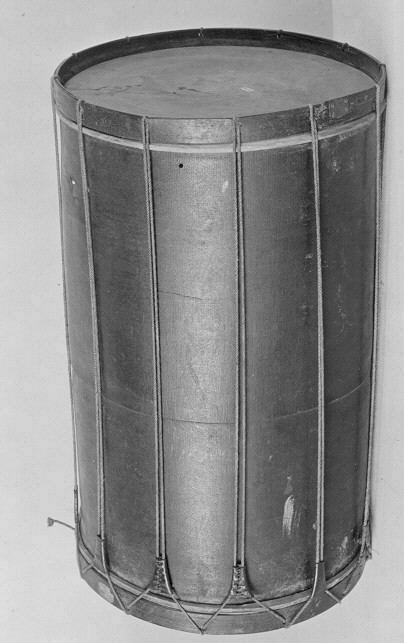
プロヴァンス太鼓

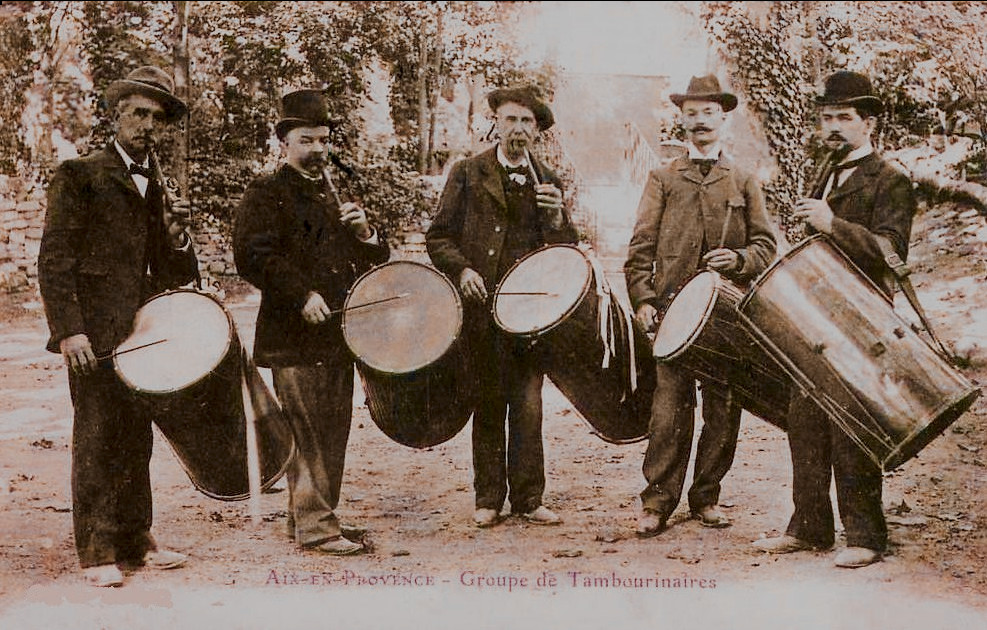
エクス＝アン＝プロヴァンスの太鼓奏者たち（1990年代初期）

プロヴァンス太鼓（仏: Tambourin de Provence）は、フランスのプロヴァンス地方特有の打楽器である。民族楽器であるが、クラシック音楽ではフランスを中心に近現代の管弦楽曲で使用されることがある。

## 呼称について
タンバリン（タンブリン）、テナードラム、プロヴァンス太鼓などの打楽器名は非常に呼称が紛らわしい。特に、Tambourin（タンブラン）という楽器は、フランス語とドイツ語では全く違う楽器を指す。このため、この楽器の代表的な使用例である『アルルの女』の「ファランドール」においても、プロヴァンス太鼓のパートを一般的な鈴付きのタンバリンで演奏するような誤りが生じることがある。
日本の保育園や幼稚園、小学校などで楽しまれる、いわゆる「タンバリン」と本項の「プロヴァンス太鼓」は、楽器としての起源はともかく、見た目からして明らかに別物である。
- 独: Militairtrommel：プロヴァンス太鼓

- 英: Tabor：プロヴァンス太鼓

- 仏: Tambouret：タンバリン

- 仏: Tambour：テナードラム
- 仏: Tambour de Basque：タンバリン
- 伊: Tambour Militare：スネアドラム
- 伊: Tambour Piccolo：スネアドラム
- 仏: Tambour roulante：テナードラム

- 伊: Tamburo：テナードラム

- 仏: Tambourin：プロヴァンス太鼓
- 独: Tambourin：タンバリン
- 仏: Tambourin de Provence：プロヴァンス太鼓

- 英: Tambourine：タンバリン

## 概要
両側に皮を張った胴の長い太鼓である。撥で叩く方の皮には1本のスネアを有する。紐で肩から吊るし、左手にもった小さなハンマーのような撥で叩く。その際、右手には単純な構造の笛を持ち、これを吹きながら太鼓を叩く。
オーケストラで使用される際には、スタンドに固定し、右手あるいは両手に持った他の打楽器用の撥で叩くことも行われる。演奏者が同時に笛を吹くことはないが、ビゼーの『アルルの女』の「ファランドール」や、ミヨーの『フランス組曲』の「プロヴァンス」のように、プロヴァンス太鼓のリズムに合わせて（フルートや）ピッコロが旋律を奏でる例がある。